# Andrius Kubilius
Andrius Kubilius (ur. 8 grudnia 1956 w Wilnie) – litewski fizyk i polityk, działacz opozycji w okresie ZSRR, premier Litwy w latach 1999–2000 i 2008–2012, od 2003 do 2015 przewodniczący Związku Ojczyzny, poseł do Parlamentu Europejskiego IX i X kadencji, od 2024 członek Komisji Europejskiej.

## Życiorys
Po ukończeniu szkoły średniej nr 22 w Wilnie został studentem wydziału fizyki Uniwersytetu Wileńskiego, który ukończył w 1979. W latach 1981–1984 był słuchaczem studiów doktoranckich. Od 1984 do 1990 pracował na Uniwersytecie Wileńskim jako laborant, inżynier i pracownik naukowy.
W 1988 rozpoczął działalność w Sąjūdisie, w którym w latach 1990–1992 pełnił funkcję sekretarza. W 1993 dołączył do Związku Ojczyzny. W latach 2000–2003 był pierwszym zastępcą przewodniczącego Vytautasa Landsbergisa, zastępując go następnie na stanowisku przewodniczącego partii.
W 1992 został wybrany do Sejmu z listy Sąjūdisu. W 1996, 2000 i 2004 uzyskiwał mandat poselski jako kandydat Związku Ojczyzny. W latach 1996–1999 pełnił funkcję pierwszego wiceprzewodniczącego parlamentu, a w latach 1997–1999 przewodniczył Komisji Spraw Europejskich. Od 3 listopada 1999 do 26 października 2000 sprawował po raz pierwszy urząd premiera Litwy.
W kadencji 2000–2004 był liderem pozostającej w opozycji frakcji konserwatystów. W kolejnej kadencji Sejmu pełnił funkcje przewodniczącego frakcji Związku Ojczyzny, przewodniczącego komisji spraw europejskich, a od 2006 wiceprzewodniczącego Sejmu. W wyborach parlamentarnych w 2008 po raz kolejny uzyskał mandat poselski, wygrywając w okręgu jednomandatowym, zaś jego ugrupowanie w tym głosowaniu zdobyło najwięcej mandatów.
27 października 2008, dzień po drugiej turze wyborów, w imieniu Związku Ojczyzny podpisał wstępne porozumienie z przedstawicielami TPP, LiCS i LRLS porozumienie o zawiązaniu centroprawicowej koalicji rządzącej (dysponującej ponad 80 głosami w Sejmie nowej kadencji). 17 listopada partie te oficjalnie podpisały porozumienie koalicyjne, a 20 listopada prezydent Valdas Adamkus podpisał dekret o przedstawieniu Sejmowi kandydatury Andriusa Kubiliusa na urząd premiera. Tydzień później Sejm zaakceptował jego kandydaturę na ten urząd, a 28 listopada prezydent mianował go na stanowisko szefa rządu. 9 grudnia Sejm zaakceptował program rządu, co zakończyło ostatecznie proces jego formowania.
Rząd Andriusa Kubiliusa przetrwał całą czteroletnią kadencję. W wyborach w 2012 premier po raz kolejny został wybrany do Sejmu, popierające go ugrupowania znalazły się jednak w opozycji. Urzędowanie zakończył ostatecznie 13 grudnia 2012, gdy parlament zaakceptował program rządowy nowego premiera Algirdasa Butkevičiusa.
W wewnątrzpartyjnych wyborach w kwietniu 2013 po raz szósty z rzędu wybrany na przewodniczącego TS-LKD. Ustąpił z tej funkcji w 2015, w kwietniu tegoż roku partyjne wybory na to stanowisko wygrał Gabrielius Landsbergis. W 2016 Andrius Kubilius utrzymał mandat poselski na kolejną kadencję. W 2019 został natomiast wybrany na eurodeputowanego IX kadencji. W 2024 z powodzeniem ubiegał się o reelekcję w kolejnych wyborach europejskich.
We wrześniu 2024 Ursula von der Leyen ogłosiła jego nominację na komisarza ds. obrony i przestrzeni kosmicznej w nowo tworzonej Komisji Europejskiej. Został zatwierdzony na tej funkcji w listopadzie tegoż roku (z kadencją od 1 grudnia 2024).

## Odznaczenia
- Krzyż Wielki Komandorski Orderu Witolda Wielkiego (Litwa, 2015)[15]
- Krzyż Komandorski Orderu Wielkiego Księcia Giedymina (Litwa, 2004)[16]
- Medal Niepodległości Litwy (Litwa, 1998)[16]
- Krzyż Komandorski z Gwiazdą Orderu Zasługi Rzeczypospolitej Polskiej (Polska, 1999)[17]
- Order Księcia Jarosława Mądrego II klasy (Ukraina, 2017)[18]
- Krzyż Zasługi II klasy MSZ (Estonia, 2022)[19]
- Biały Krzyż „Honor et Gloria” (Ukraina, 2024)[20]
- Medal Rady Bałtyckiej (2018)[21]

## Życie prywatne
Jego żona Rasa Kubilienė została skrzypaczką w Litewskiej Narodowej Orkiestrze Symfonicznej. Mają dwóch synów.